# Gesù Nuovo
Koordinaten: 40° 50′ 51,4″ N, 14° 15′ 6,5″ O
Gesù Nuovo (italienisch: Neuer Jesus, auch: chiesa del Gesù Nuovo oder della Trinità Maggiore) ist der Name einer Jesuitenkirche im historischen Zentrum von Neapel, das zum Weltkulturerbe der UNESCO gehört. Sie liegt an der gleichnamigen Piazza del Gesù Nuovo, gegenüber der Guglia dell’Immacolata (Mariensäule) und der Basilica di Santa Chiara.
Es handelt sich um eine der bedeutendsten und größten Kirchen der Stadt, und an ihrer Innenausstattung im typisch neapolitanischen Barock haben die einflussreichsten Künstler der neapolitanischen Schule beteiligt.
Die Kirche wurde mit dem Namenszusatz „Nuovo“ (Neu) versehen, weil die Jesuiten in Neapel bereits eine Kirche hatten, die man von da an Gesú Vecchio (Alter Jesus) nannte.
Im Inneren liegt der heilige Giuseppe Moscati begraben.

Hauptaltar

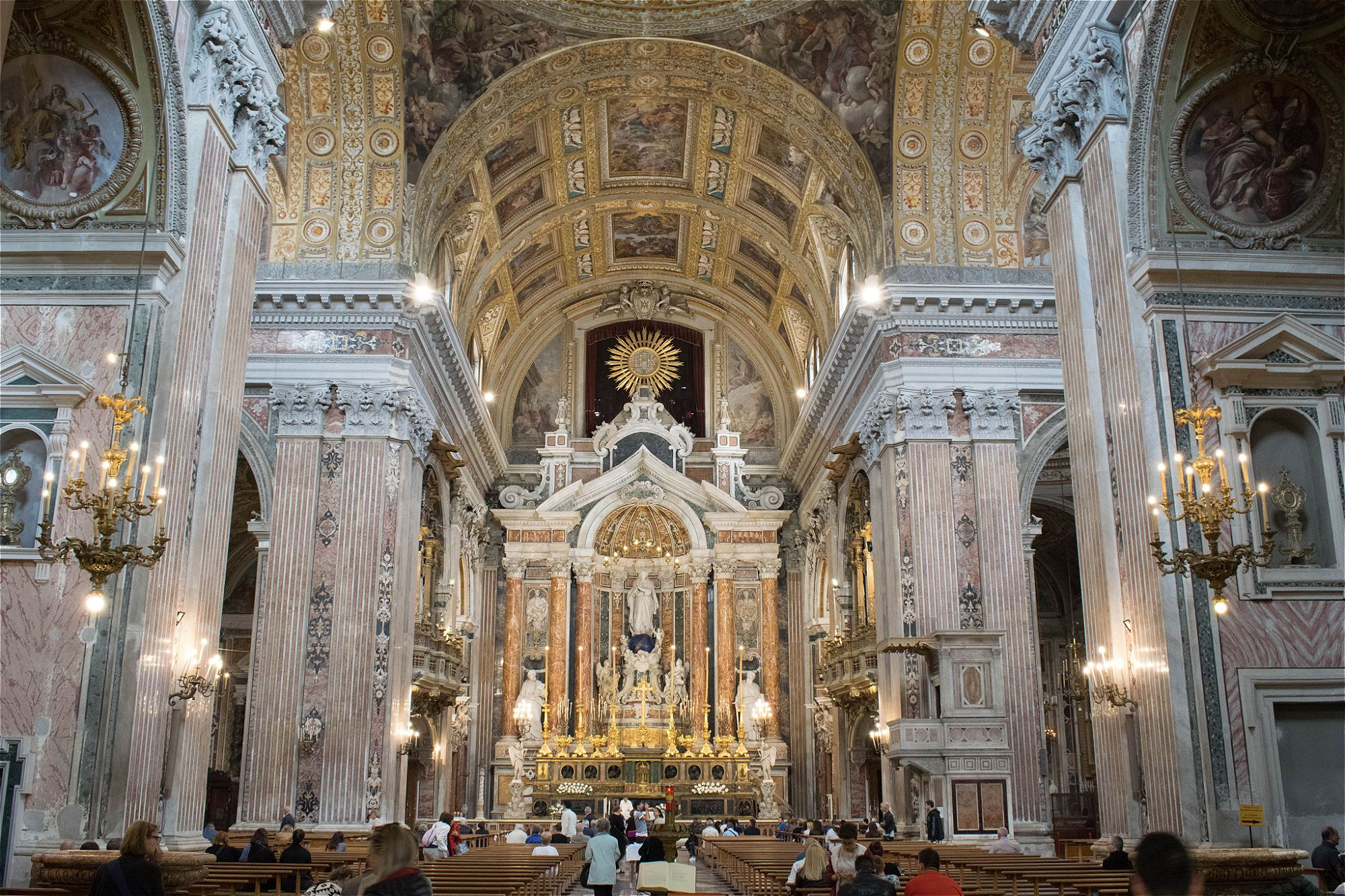
Blick vom Mittelschiff zum Hauptaltar

## Geschichte

### Palazzo Sanseverino
An der Stelle der Kirche Gesù Nuovo stand ursprünglich der 1470 erbaute Palast des Roberto Sanseverino, Fürst von Salerno. Datum und Name des Architekten Novello da San Lucano sind bis heute auf einer Inschrift an der Fassade zu lesen.

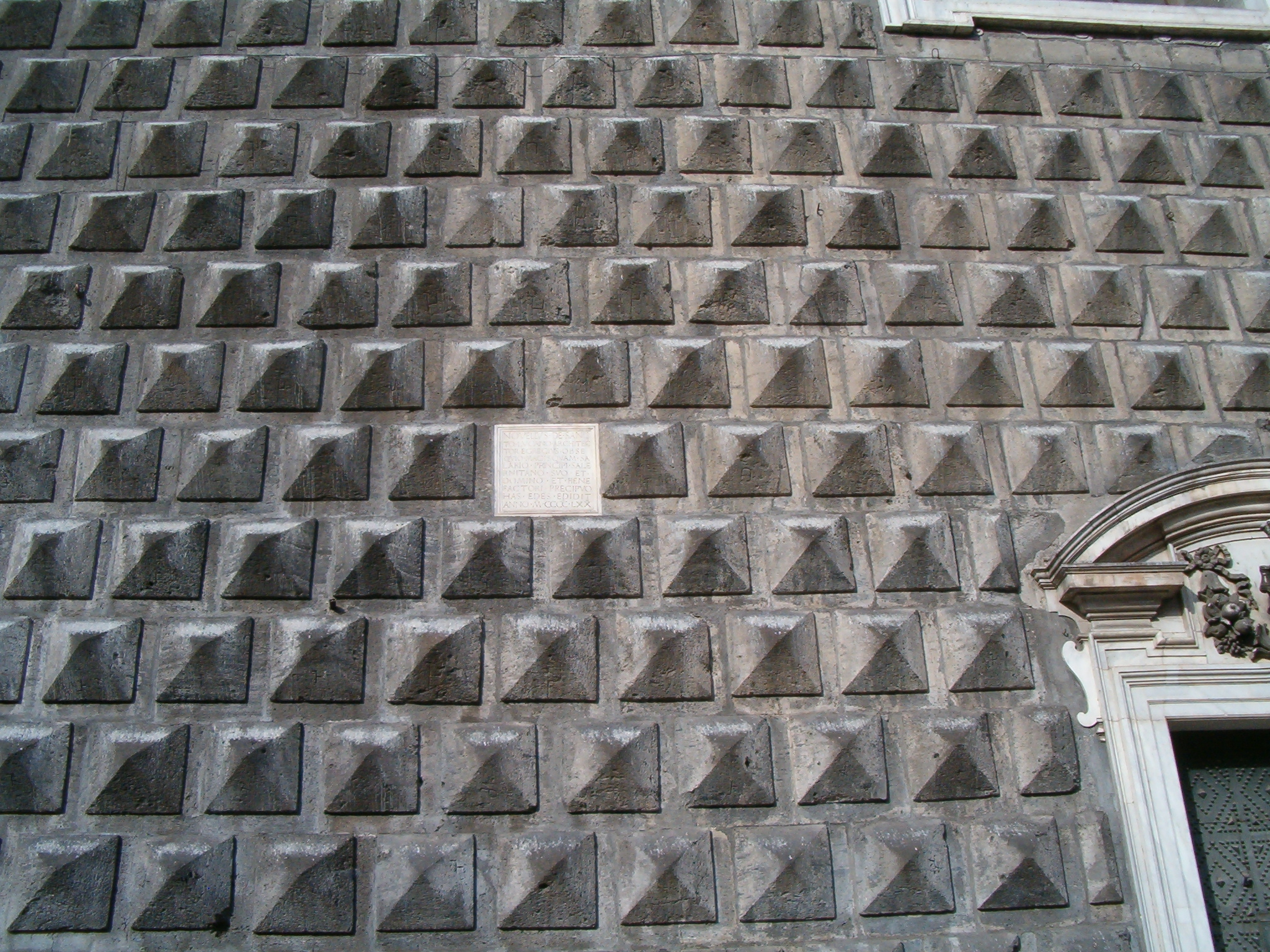
Detail der Fassade aus Diamantquadern mit der weiß-marmornen Inschrift des Novello da San Lucano

Im Laufe des 16. Jahrhunderts waren hier verschiedene bedeutende Persönlichkeiten zu Gast, wie Pietro Aretino und die neapolitanischen Literaten Scipione Capece und Antonio Mariconda. Zur Zeit des Ferrante Sanseverino und seiner Frau Isabella Villamarina war der Palast berühmt für die Schönheit seiner Innendekoration mit Fresken und für seinen wundervollen Garten. 1536 gab Ferrante hier ein prächtiges Fest für Karl V., als dieser von Afrika (Belagerung von Tunis) zurückkehrte.
Als der spanische Vizekönig Don Pedro de Toledo 1547 die Inquisition in Neapel einführte, kam es zu Protesten der neapolitanischen Bevölkerung, an denen sich auch Ferrante und die Sanseverino beteiligten; daher musste er 1652 ins Exil und der Besitz der Familie wurde konfisziert. Der Palast und seine Gärten wurden für 45,000 Dukaten an die Jesuiten verkauft, die von 1584 bis 1601 eine Kirche errichten ließen und daneben den Palazzo delle Congregazioni (1592) und die Casa Professa dei Padri Gesuiti (1608).

### Kirche

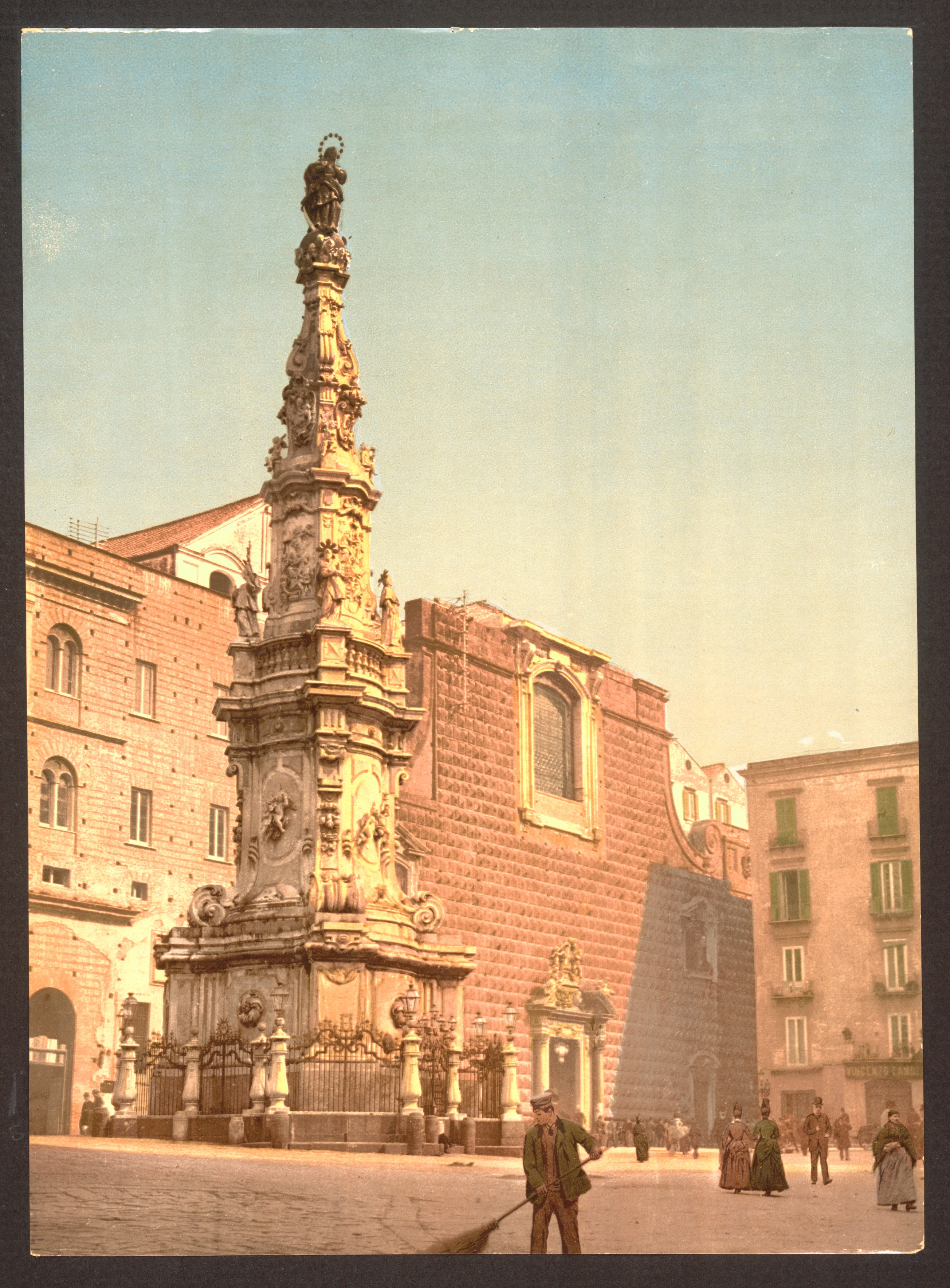
Gesù Nuovo mit der Guglia dell’Immacolata Ende des 19. Jahrhunderts

Architekten der Kirche waren die Jesuitenpatres Giuseppe Valeriano und Pietro Provedi, die fast den gesamten Palast der Sanseverino abreißen ließen, bis auf die ungewöhnliche breite Fassade mit Diamantquadern, die noch heute zu sehen ist.
Die Arbeiten wurden finanziert von Isabella Feltria Della Rovere, Fürstin von Bisignano (Gattin des Niccolò Bernardino Sanseverino, dem letzten aus dem Zweig der Sanseverino Fürsten von Bisignano). Ihr Name, zusammen mit dem von Roberto I. Sanseverino, erscheint auf einer marmornen Tafel mit einer Inschrift auf dem Architrav des Hauptportals. Diese Tafel wurde 1597 angebracht, als die Kirche für den Kult freigegeben wurde. Am 7. Oktober 1601 wurde sie zu Ehren der Madonna Immacolata (= Unbefleckte Empfängnis) geweiht, erhielt aber im Volksmund bald den Namen Gesù Nuovo, um sie von der alten Jesuitenkirche zu unterscheiden.
Zwischen 1629 und 1634 wurde eine erste Kuppel unter dem Jesuiten Agatio Stoia nach Plänen von Valeriano und Provedi errichtet, die 1635–1636 von Giovanni Lanfranco mit einem vielbewunderten Fresko des Paradieses ausgemalt wurde. 1639 gab es einen Brand in der Kirche und die Wiederherstellungsarbeiten wurden Cosimo Fanzago anvertraut. 1652 malte Aniello Falcone die Gewölbefresken der großen Sakristei.
Durch ein Erdbeben stürzte 1688 die Kuppel ein, die Fresken von Lanfranco gingen verloren, und das Innere wurde schwer beschädigt. In der Folge fand zwischen 1693 und 1695 ein Wiederaufbau statt und die Kirche wurde fertiggestellt; die neue Kuppel wurde von Arcangelo Guglielmelli errichtet. 1695 wurde außerdem das originale Marmor-Portal aus der Renaissance mit zwei Säulen, einem gebrochenen Giebel, vier Engeln und dem Wappen der Jesuiten angereichert.
1717 wurde der gesamte Gebäudekomplex unter Ferdinando Fuga verstärkt, der zusätzliche Pilaster und Bögen einbauen ließ. Paolo De Matteis malte in der neuen Kuppel ein Fresko Gloria della Vergine. 1725 war Gesù Nuovo im Grunde fertiggestellt.

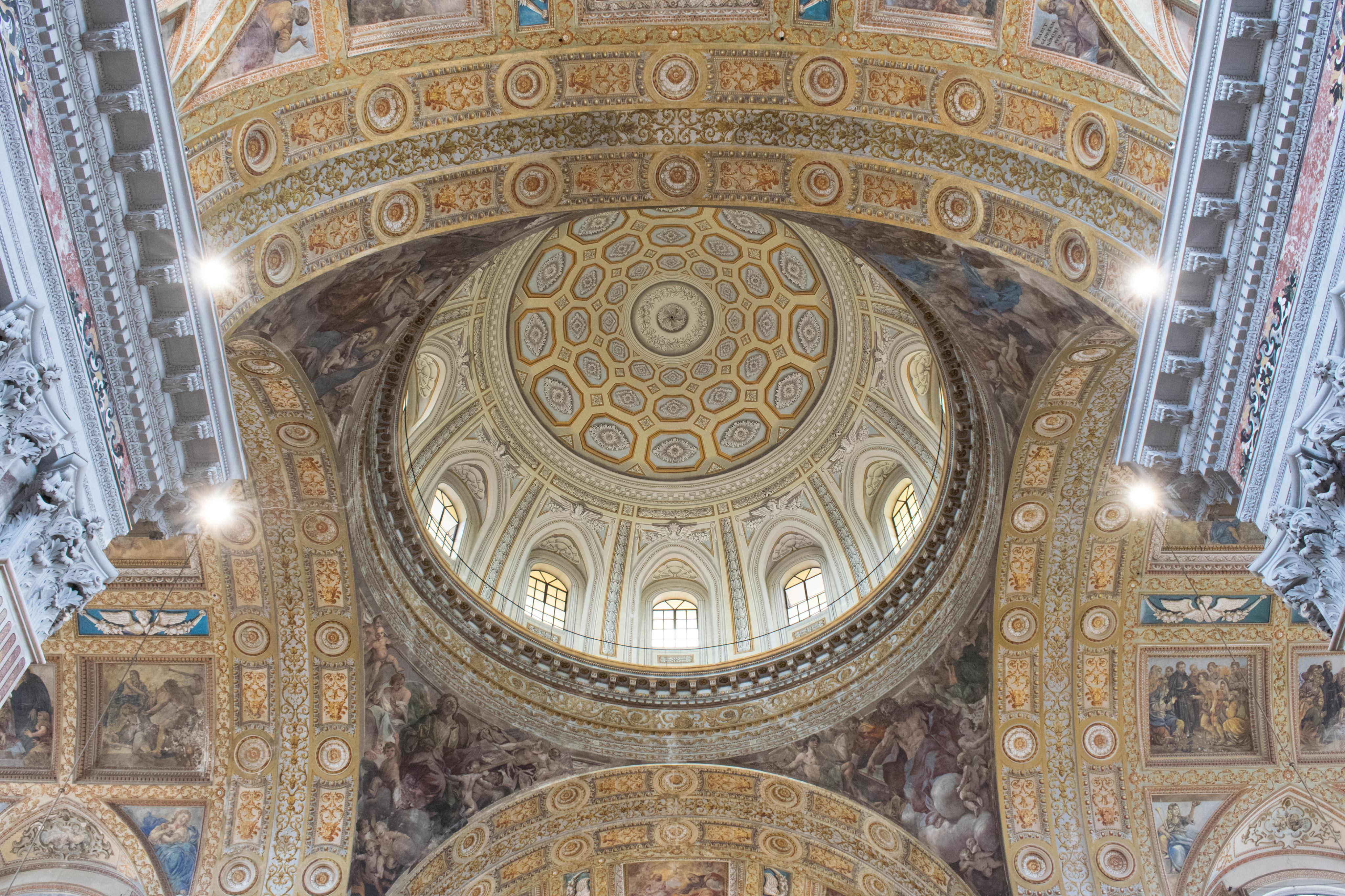
Das Innere der Scheinkuppel, in der Form, wie es ab 1786 zu sehen ist

Nachdem 1767 die Jesuiten aus dem Königreich Neapel verbannt worden waren, zogen in das Konvent reformierte Franziskaner ein, die aus den Konventen von Santa Croce und Trinità di Palazzo hierherkamen und die Kirche umbenannten in Trinità Maggiore (Große Dreifaltigkeit). 1774 brach auch die neue Kuppel teilweise ein und wurde danach komplett abgetragen, die Kirche blieb für 30 Jahre geschlossen. Der Ingenieur Ignazio di Nardo ließ ab 1786 eine „falsche“ Kuppel mit flacher Kalotte („Scodella“ = Schüssel) einbauen, die später mit einer illusionistischen Dekoration aus (falschen) Kassetten bemalt wurde; auch das Dach wurde erneuert.
Die Jesuiten wurden im Königreich Neapel 1804 wieder zugelassen, aber während der französischen Herrschaft von 1806 bis 1814 erneut verboten. Nach der Restauration der Bourbonen kam die Kirche 1821 wieder in den Besitz der Gesellschaft Jesu, die jedoch von 1848 bis 1860 wieder verbannt wurden. Am 8. Dezember 1857 wurde der Hauptaltar von dem Jesuiten Ercole Giuseppe Grossi fertiggestellt und die Kirche zu Ehren der Unbefleckten Empfängnis (Immacolata Concezione) geweiht. 1900 durfte der Orden der Jesuiten endgültig zurückkehren.
Während des Zweiten Weltkrieges erlitt die Kirche schwere Beschädigungen aufgrund einiger Luftangriffe. Bei einer dieser Bombardierungen fiel eine Bombe auf das Dach des Mittelschiffs, die jedoch wie durch ein Wunder nicht explodierte. Diese Bombe ist heute im rechten Kirchenschiff ausgestellt, an der Stelle, die dem Heiligen Giuseppe Moscati gewidmet ist.
1975 wurde die Kirche unter der Leitung von Paolo Martuscelli restauriert; die Arbeiten wurden außerdem von dem Jesuitenpater Antonio Volino überwacht, der unter anderem für die zigste Reparatur der Pseudokuppel verantwortlich zeichnete.

## Das „Rätsel“ der Fassade
Die Fassade von Gesù Nuovo bzw. vom ehemaligen Palazzo San Severino hat jahrhundertelang die Geister beschäftigt, da an den Seiten der Diamantquader über die gesamte Fassade hinweg verschiedene Zeichen eingeritzt sind, deren Interpretation Rätsel aufgibt.

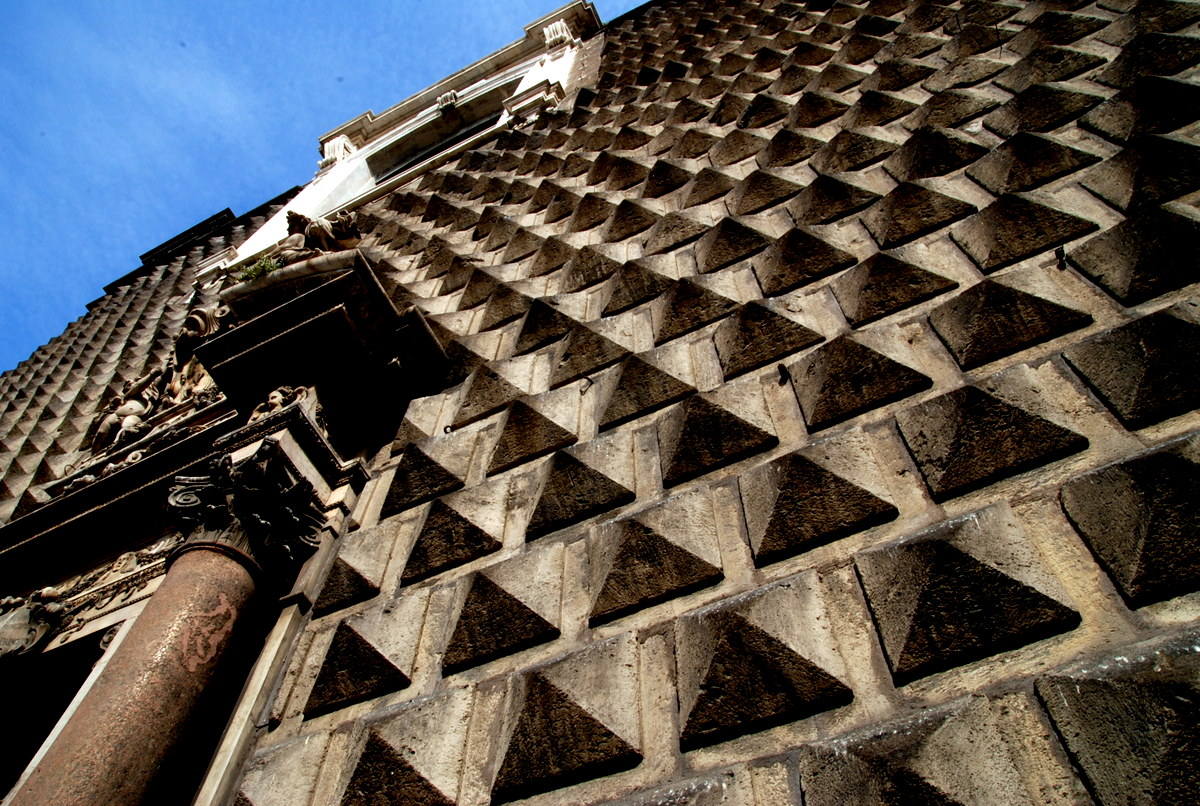
Ansicht der Diamantquader von Gesù Nuovo von unten

Die einfachste Hypothese lautet, dass es sich nur um Zeichen handele, mit denen die Steinmetze Steine aus verschiedenen Steinbrüchen gekennzeichnet hätten. Es wurde und wird jedoch auch angenommen, dass sich hinter den Zeichen möglicherweise eine alchemistische oder hermetische Bedeutung verbirgt, eine These, die u. a. von Stanislao Scognamiglio vertreten wird.
Ein populärer Aberglaube besagte, der Palast bzw. die Kirche sei „verflucht“: Die Spitzen der „pyramidenförmigen“ Diamantquader seien angebracht worden, um positive Kräfte im Inneren zu konzentrieren, und alles Negative fernzuhalten; dabei sei jedoch etwas schiefgelaufen oder absichtlich falsch gemacht worden, so dass das Gebäude und seine Bewohner umgekehrt besonders viel Unglück auf sich gezogen habe – eine These, mit der man früher versuchte, die mehrfach eingestürzten Kuppeln und andere Unglücksfälle der Geschichte zu erklären.
2010 veröffentlichten der Kunsthistoriker Vincenzo De Pasquale und die ungarischen Musikwissenschaftler Csar Dors und Lòrànt Réz in Zusammenarbeit mit anderen Wissenschaftlern (Mathematiker, Architekten) eine auch in den Medien vielbeachtete These, dass es sich bei den Zeichen an der Fassade von Gesù Nuovo um Buchstaben des aramäischen Alphabetes handele (also der Sprache Jesu). Diese könnten sinnvoll zu Noten umgedeutet werden und würden folglich ein Musikstück ergeben, das von den Autoren als Enigma (= Rätsel) bezeichnet wurde.
Stanislao Scognamiglio deckte Unstimmigkeiten dieser Theorie auf und wies dabei zugleich darauf hin, dass sich bestimmte Zeichen in die alchemistische und hermetische Tradition einreihen. Zugleich halte er es aber durchaus für möglich, dass der Sinn etwas mit Musik im Sinne von Sphärenharmonie zu tun haben könnte – eine Konzept, das in der Ideenwelt der Renaissance eine wichtige Rolle spielte. Dabei wies er auch darauf hin, dass es eine Parallele zwischen dem ehemaligen Palazzo Sanseverino in Neapel und dem etwa zwanzig Jahre später erbauten Palazzo dei Diamanti (Biagio Rossetti, 1492) in Ferrara gibt, der eine ähnliche Fassade besitzt: In beiden Palästen wurden humanistische Akademien (accademie) abgehalten.

## Inneres

### Plan der Kirche
| 1. Kapelle der heiligen Märtyrer (cappella dei Santi Martiri) 2. Geburtskapelle (cappella della Natività) 3. Große Kapelle des Heiligen Ignatius von Loyola (cappellone di Sant’Ignazio di Loyola) 4. Sakristei 5. Kreuzkapelle (capella del Crocifisso) und von San Ciro 6. Kapelle des San Francesco De Geronimo 7. Apsis 8. Heiligherz-Kapelle (Cappella del Sacro Cuore) 9. Kapelle des San Francesco Borgia 10. Oratorium des San Giuseppe Moscati 11. Große Kapelle des Heiligen Franz Xaver (cappellone di San Francesco Saverio) 12. Kuppel 13. Kapelle der Visitation (oder von San Giuseppe Moscati) 14. Kapelle des Heiligen Carlo Borromeo | Plan von Gesù Nuovo |

### Mittelschiff und Apsis
Der Innenraum, der 1630 von Cosimo Fanzago üppig mit feinsten Marmorintarsien dekoriert wurde (mit den Hauptfarben Rosa und Weiß), basiert auf einem griechischen Kreuz, das in der Längsachse leicht verlängert ist. Im Zentrum des Transeptes die Kuppel, rechts und links zehn Seitenkapellen, je fünf auf jeder Seite, davon zwei in der Apsis.

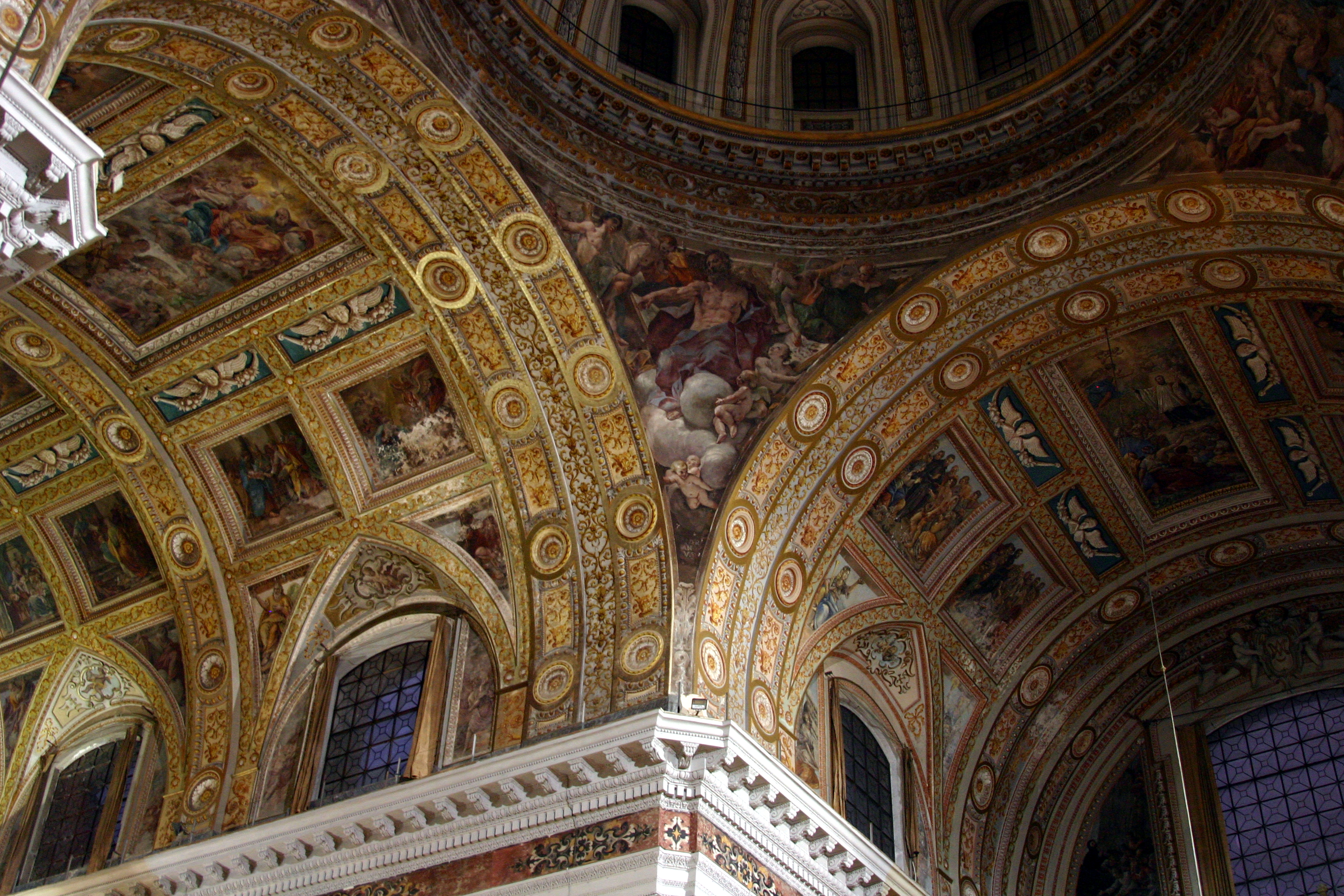
Malereien von Belisario Corenzio und Lanfranco im Gewölbe

An der Eingangswand befindet sich ein riesiges Fresko von Francesco Solimena von 1725: „Vertreibung des Heliodorus aus dem Tempel“. Die Kassetten der gewölbten Decke wurden zwischen 1636 und 1638 von Belisario Corenzio ausgemalt; einige davon wurden später von Paolo De Matteis ausgebessert, wegen der Schäden durch das Erdbeben von 1688. Längs des Mittelschiffs befinden sich Szenen über das Thema „der Name Jesu“ (il Nome di Gesù).
Die von Ignazio di Nardo gebaute Kuppel wird durch eine Stahlbetonkonstruktion gestützt; sie hat eine kugelförmige Kalotte, die von lünettenförmigen Fenstern unterbrochen ist. Die Stuckverzierungen nehmen das Motiv der Kassetten wieder auf, und in den Zwickeln der falschen Kuppel sind Fresken der vier Evangelisten zu sehen, die noch von der Ausmalung durch Giovanni Lanfranco um 1630 stammen.
Die Kirche besitzt zwei Orgeln, die sich in der Apsis rechts und links im Mittelschiff befinden. Die eine ist auf ca. 1640 datiert und stammt von Vincenzo Miraglia – sie ist nicht mehr spielbar –, die andere von Pompeo de Franco aus dem 17. Jahrhundert wurde von Gustavo Zanin 1989 unter Wiederverwendung des barocken Gehäuses und von Teilen des originalen Pfeifenmaterials restauriert. Das Instrument besitzt 61 Tasten in den Manualen und ein Pedal mit 32 Tasten; es hat eine mechanische Spieltraktur für die Manuale und eine elektronisch Traktur für Register und Kombinationen.

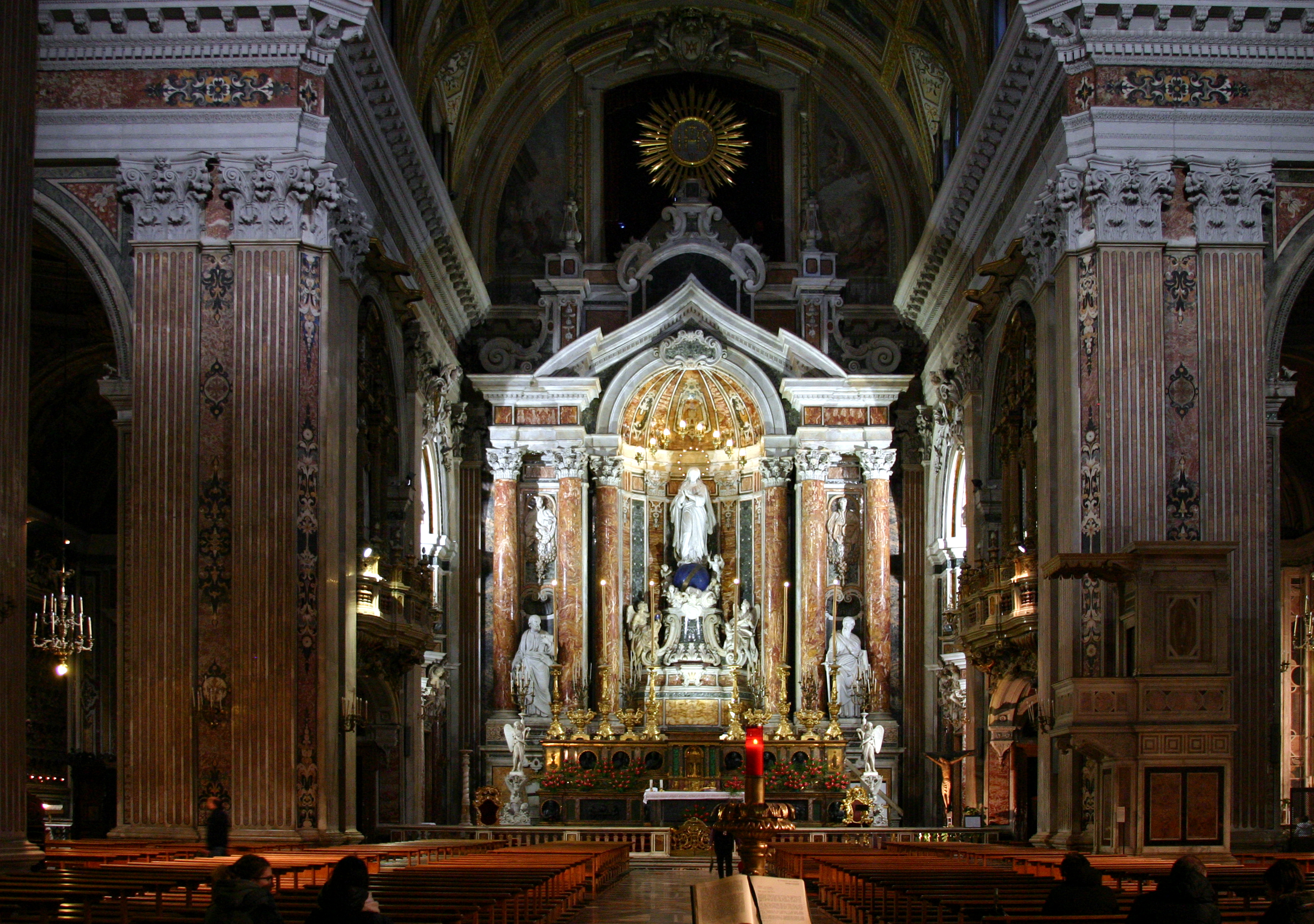
Der Hauptaltar in der Apsis

Die Tribüne wurde von Massimo Stanzione freskiert, während Cosimo Fanzago an der Hauptwand eine Architektur aus polychromem Marmor mit sechs Säulen aus Alabaster schuf, in deren Zentrum sich eine Nische mit einer Madonnenstatue von Antonio Busciolano von 1859 befindet. An den Seiten zwei Reliefs aus der Schule des Domenico Antonio Vaccaro mit Darstellungen des Heiligen Ignatius von Loyola und von San Francesco Saverio; darunter zwei Skulpturen der Heiligen Petrus und Paulus, wieder von Busciolano. Die Engelsgruppe, die den Globus trägt, auf dem die Jungfrau steht, stammt aus dem 18. Jahrhundert von einem anonymen Künstler. Der Hochaltar schließlich ist ein Werk des 19. Jahrhunderts und wurde nach Plänen des Jesuiten Ercole Giuseppe Grossi von Raffaele Postiglione realisiert.

### Die Seitenkapellen
In den beiden Seitenschiffen links und rechts öffnen sich jeweils fünf große Kapellen: die jeweils dritte befindet sich am Ende des jeweiligen Transeptes und ist noch größer als die anderen (diese beiden Kapellen werden daher auch Capellone genannt); die jeweils fünfte Kapelle fungiert als Apsis des Seitenschiffes und liegt parallel zum Hauptaltar.

#### Linke Seite

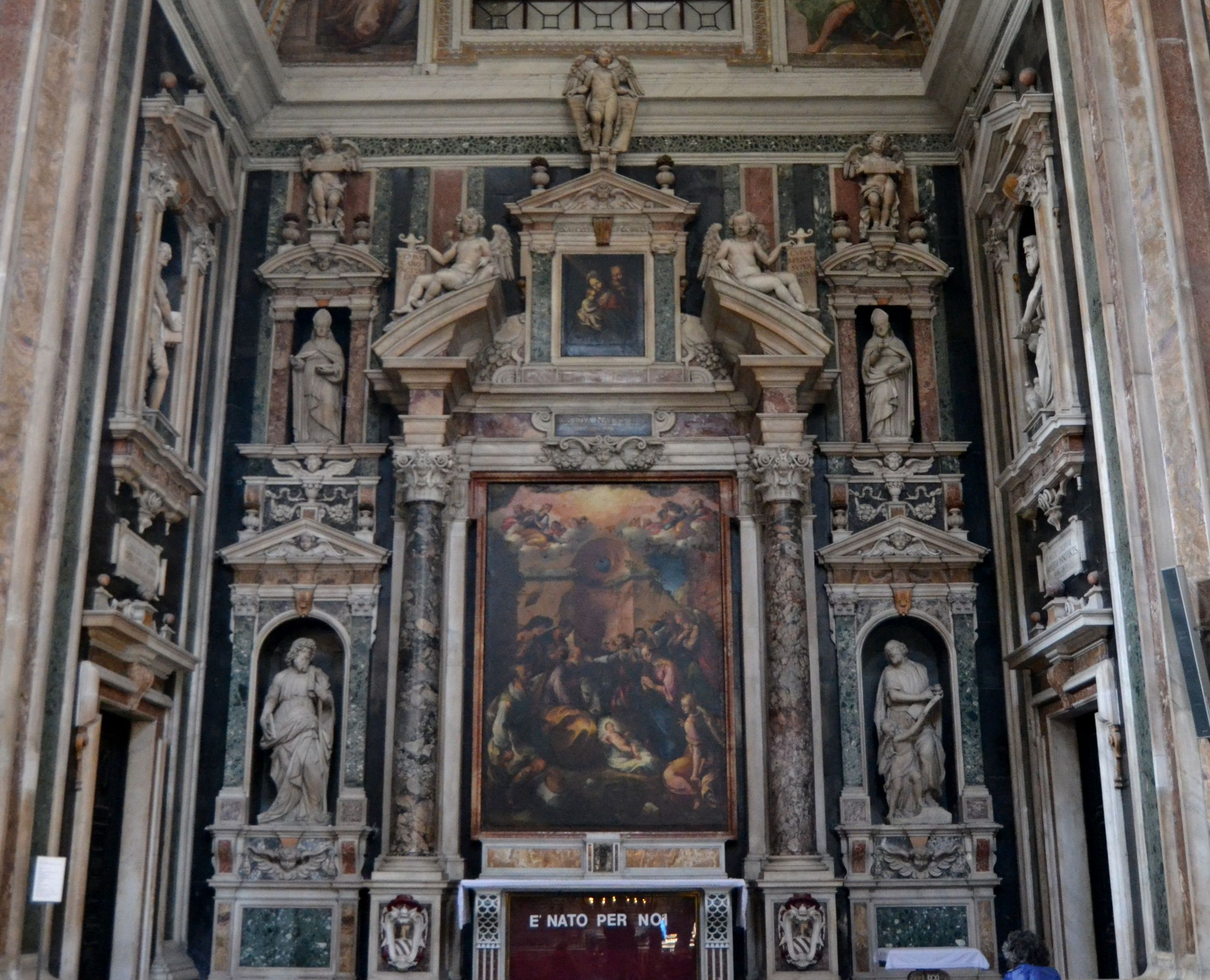
Die Geburtskapelle (Cappella della Nativita)

Die erste Kapelle dei Santi Martiri (der heiligen Märtyrer) auf der linken Seite, besitzt eine Marmordekoration aus dem zweiten Jahrzehnt des 17. Jahrhunderts von Costantino Marasi, Skulpturen der heiligen Stefan und Lorenz von Girolamo D’Auria und Tommaso Montani von 1613, ein Altargemälde „Madonna mit Kind und Heiligen Märtyrern“ von Azzolino, und Fresken von Corenzio aus dem ersten Jahrzehnt des 17. Jahrhunderts.
Die zweite Kapelle della Natività (Geburtskapelle; auch Cappella Fornari genannt, nach dem Auftraggeber Ferrante Fornari), hat ebenfalls einen Freskendekor von Corenzio, der 1601 Kuppel und Gewölbe mit Geschichten der Geburt Jesu, König Davids und des Jesaia ausmalte. Auf dem Altar die Geburt Christi von Girolamo Imparato von 1602. Als bestimmendes Element der Kapelle fallen außerdem elf Skulpturen von Heiligen und Engeln auf, die 1601 hier aufgestellt wurden, und von Michelangelo Naccherino, Pietro Bernini, Tommaso Montani, Girolamo D’Auria, Francesco Cassano und Giovanni Maria Valentini. Die beiden letzteren schufen zusammen mit Mario und Costantino Marasi die übrigen Marmordekorationen und die Balustrade. Im Zentrum des Tympanon eine Madonna mit Kind die Imparato zugeschrieben wird.

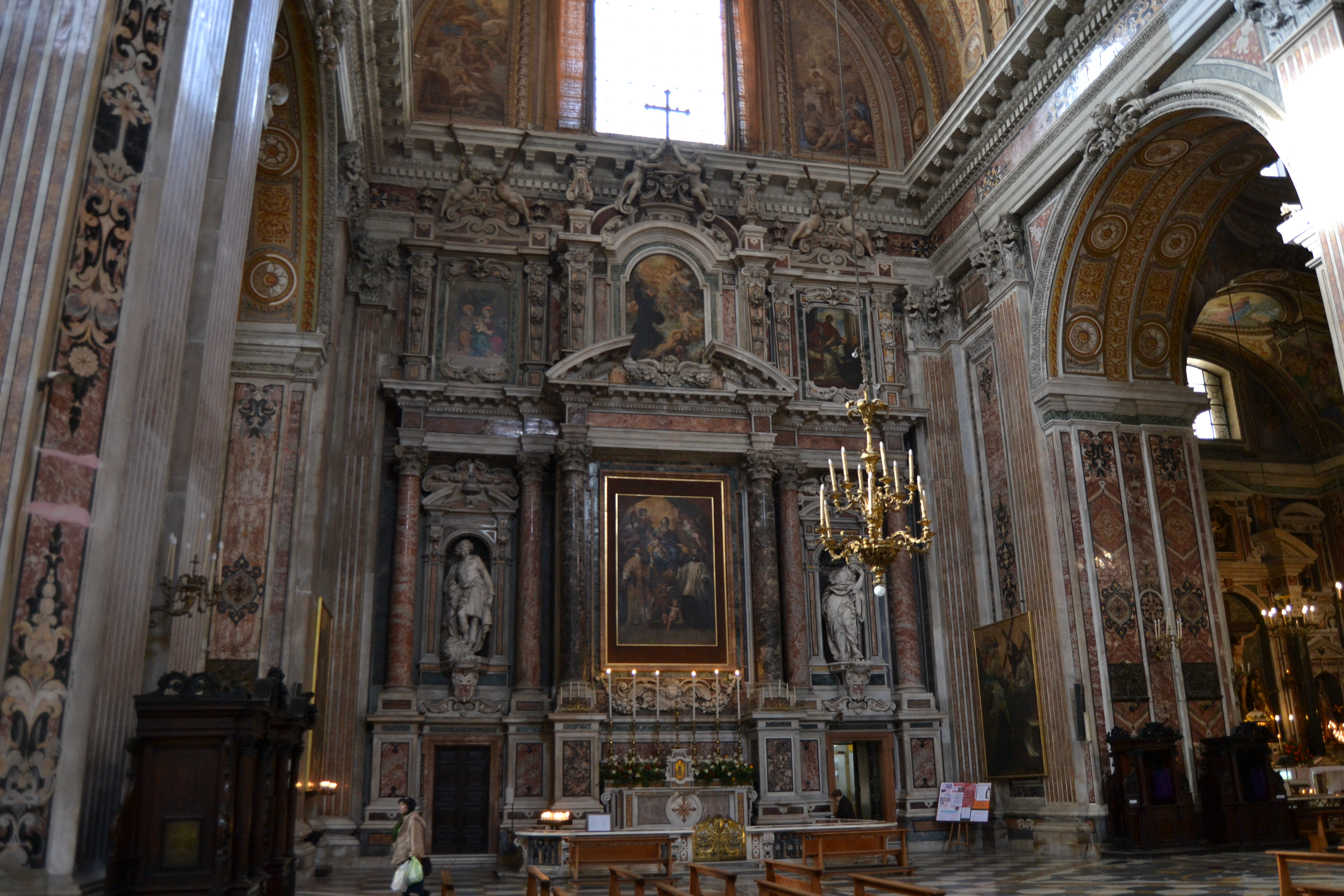
Kapelle des Heiligen Ignatius von Loyola (cappellone di Sant’Ignazio di Loyola) im linken Querschiff

Der cappellone di Sant’Ignazio di Loyola, ist dem Gründer der Jesuiten gewidmet und liegt im linken Querarm: Der architektonische Dekor und die Marmorinkrustationen stammen von Cosimo Fanzago, Costantino Marasi und Andrea Lazzari, die Statuen von David und Jeremias an den Seiten des Altares schuf Fanzago 1643 bis 1654. Das Altargemälde Madonna mit Kind zwischen den heiligen Ignatius von Loyola und Francesco Saverio von Paolo De Matteis (1715) stammt ursprünglich aus der Kirche von Monteoliveto in Taranto (ehemalige Jesuitenkirche, aktuell: Santuario della Madonna della Salute); es ersetzt die Vision des heiligen Ignatius in La Storta von Girolamo Imparato, die jetzt an der rechten Seitenwand hängt. In der Mitte oben und rechts vom Altar befinden sich zwei Bilder von Jusepe de Ribera: eine Glorie des heiligen Ignatius und Die Anerkennung der Regeln des Heiligen Ignatius durch Paul III., beide entstanden 1643–44. Ein drittes Gemälde von Ribera wurde durch die Bombardierungen des Zweiten Weltkriegs ruiniert und wurde ersetzt durch eine Madonna mit Kind und der heiligen Anna eines unbekannten kampanischen Meisters des 16. Jahrhunderts (ursprünglich aus Sant’Aniello in Caponapoli).
An der linken Wand befindet sich eine Heilige Dreieinigkeit mit Heiligen, die jetzt Agostino Beltrano zugeschrieben wird, aber früher als Werk von Guercino oder Battistello Caracciolo galt; sie hing früher in der Kapelle des heiligen Herzens auf der rechten Seite der Kirche. Im Gewölbe und neben dem Fenster Fresken des Corenzio über den Heiligen Ignatius von Loyola.
Eine Tür rechts vom Altar führt zur Sakristei, mit Mobiliar des 17. Jahrhunderts, einem Altar und Waschbecken von Dionisio Lazzari und einer barocken Dekoration aus vergoldetem Stuck auf weißem Grund an den Wänden und im Gewölbe, in deren Mitte sich ein Gemälde Der heilige Michael, der die rebellischen Engel vertreibt (1652) von Aniello Falcone befindet.
Es folgt die cappella del Crocifisso e di San Ciro, entworfen 1659 von Dionisio Lazzari und freskiert von Giovanni Battista Beinaschi im letzten Viertel des 17. Jahrhunderts. Eine bemerkenswerte holzgeschnitzte Figurengruppe aus der zweiten Hälfte des 16. Jahrhunderts von Francesco Mollica zeigt die Kreuzigung Jesu, mit der Jungfrau Maria und dem heiligen Johannes. Zu beiden Seiten Statuen von San Ciro (links) und von San Giovanni Edesseno (rechts) aus dem 18. und 19. Jahrhundert. Unter dem Altar befindet sich das Grab des San Ciro aus dem 4. Jahrhundert. Der Fußboden ist von den Brüdern Muzio und Giovan Battista Nauclerio.
Die letzte Kapelle des Heiligen Francesco De Geronimo (oder Cappella Ravaschieri, nach der Familie der Auftraggeber), in der Apsis des linken Seitenschiffes, präsentiert einen Marmordekor von Giuseppe Bastelli, Domenico di Nardo und Donato Gallone, sowie Reste einer Freskierung von Francesco Solimena. In der Mitte eine Skulptur des Heiligen Francesco De Geronimo von 1932 aus den Händen von Francesco Jerace. An den Seitenwänden zwei große hölzerne Lipsanotheken von Giovan Domenico Vinaccia vom Ende des 17. Jahrhunderts mit mehr als 70 Reliquienbüsten. In der Mitte der Büsten befindet sich je eine Statue des Heiligen Ignatius von Loyola (links) und des heiligen Franz Xaver (rechts).

#### Rechte Seite
Die erste Kapelle rechts ist dem Heiligen Carlo Borromeo gewidmet und zeigt Marmordekorationen von Costantino Marasi und Vitale Finelli, und mehrere Skulpturen von Cosimo Fanzago aus dem Jahr 1620: die Heiligen Aspreno und Aniello an den Seitenwänden, und die Engel im Tympanon. Die Fresken im Gewölbe und das Altarbild des Heiligen Carlo Borromeo stammen von Giovanni Bernardino Azzolino.
Die zweite Kapelle (auch Visitationskapelle genannt) trägt das Patrozinium des Heiligen Giuseppe Moscati und beherbergt ein Altargemälde der Visitation von Massimo Stanzione. Die polychrome Marmordekoration stammt wieder von Fanzago. In der Kuppel sieht man Reste von Fresken von Luca Giordano, während die Engel in den Nischen von Andrea Falcone stammen.
Kapelle des Heiligen Franziskus Xavier (rechtes Querschiff)

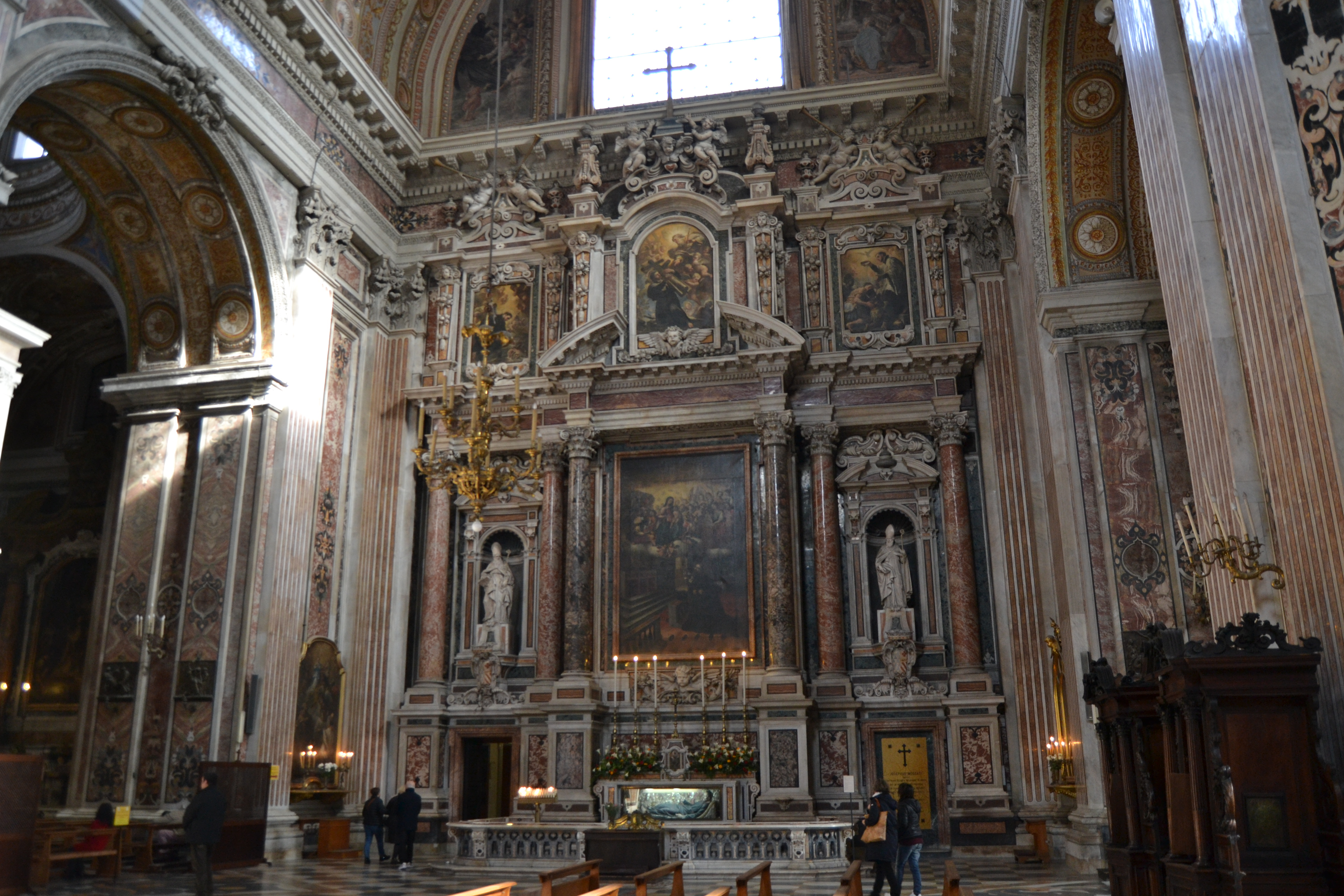
Kapelle des heiligen Franz Xaver (Cappellone di San Francesco Saverio) im rechten Querschiff

Die große Kapelle des heiligen Franz Xaver (Cappellone di San Francesco Saverio) befindet sich im rechten Querschiff: Die Gemälde stammen von Luca Giordano, der Marmordekor von Giuliano Finelli, Donato Vannelli und Antonio Solaro, die Skulpturen schuf Cosimo Fanzago 1621. Die Gemälde von Luca Giordano mit Szenen aus dem Leben des San Francesco Saverio datieren von 1690 bis 1692, und befinden sich links, in der Mitte und rechts auf dem Altar. An der rechten Wand eine Rosenkranzmadonna (Madonna del Rosario) von Fabrizio Santafede, im Deckengewölbe ein Freskenzyklus über San Francesco Saverio von Corenzio und De Matteis, und auf dem Altar ein San Francesco Saverio in Ekstase von Giovanni Bernardino Azzolino. An der linken Wand der Kapelle befindet sich das Gemälde Die Jungfrau Maria als Kind mit den heiligen Anna, Joseph, Joachim, Francesco De Geronimo und Ciro von Ludovico Mazzanti (1720).

Links vom Altar befindet sich außerdem eine Tür zum Oratorium des heiligen Giuseppe Moscati, wo einige der Manuskripte des Heiligen, historische Fotografien, Rosenkränze und das Mobiliar der ehemaligen Zimmer des Heiligen (Schlaf- und Arbeitszimmer) ausgestellt sind, die dann in der Kirche reproduziert und von der Schwester des Arztes der Jesuitengemeinde in Neapel geschenkt wurden.
Nach dem Querschiff öffnen sich die beiden Kapellen des Presbyteriums des rechten Seitenschiffs: die Kapelle des San Francesco Borgia an der Rückwand und die des Heiligen Herzens, die als rechte Apsis der Kirche dient. Die Kapelle von San Francesco Borgia wurde beim Erdbeben von 1688 zerstört und enthält daher nur Werke aus dem 18. Jahrhundert: Fresken von Angelo Mozzillo und das Altarbild San Francesco Borgia im Gebet vor dem Allerheiligsten von Sebastiano Conca. Der Marmordekor wurde von Giuseppe Astarita entworfen.
Die Herz-Jesu-Kapelle (cappella del Sacro Cuore) wurde von Belisario Corenzio 1605 mit Geschichten der Engel im Gewölbe und an den Seitenwänden ausgemalt. Aus derselben Zeit stammt der Marmorschmuck der Brüder Mario und Costantino Marasi.

## Galerie

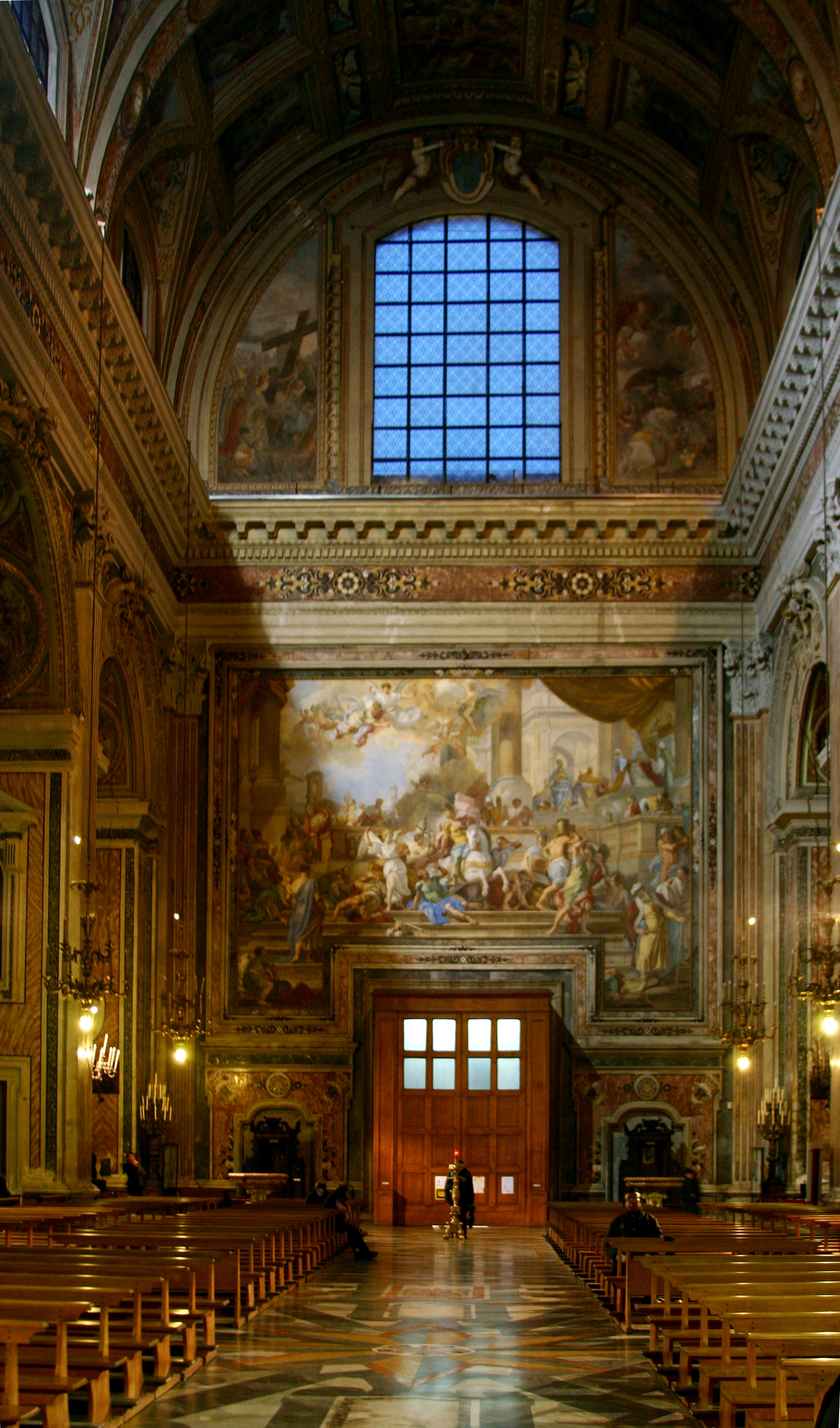
Blick zum Eingang mit Solimenas Fresko Vertreibung des Heliodorus aus dem Tempel
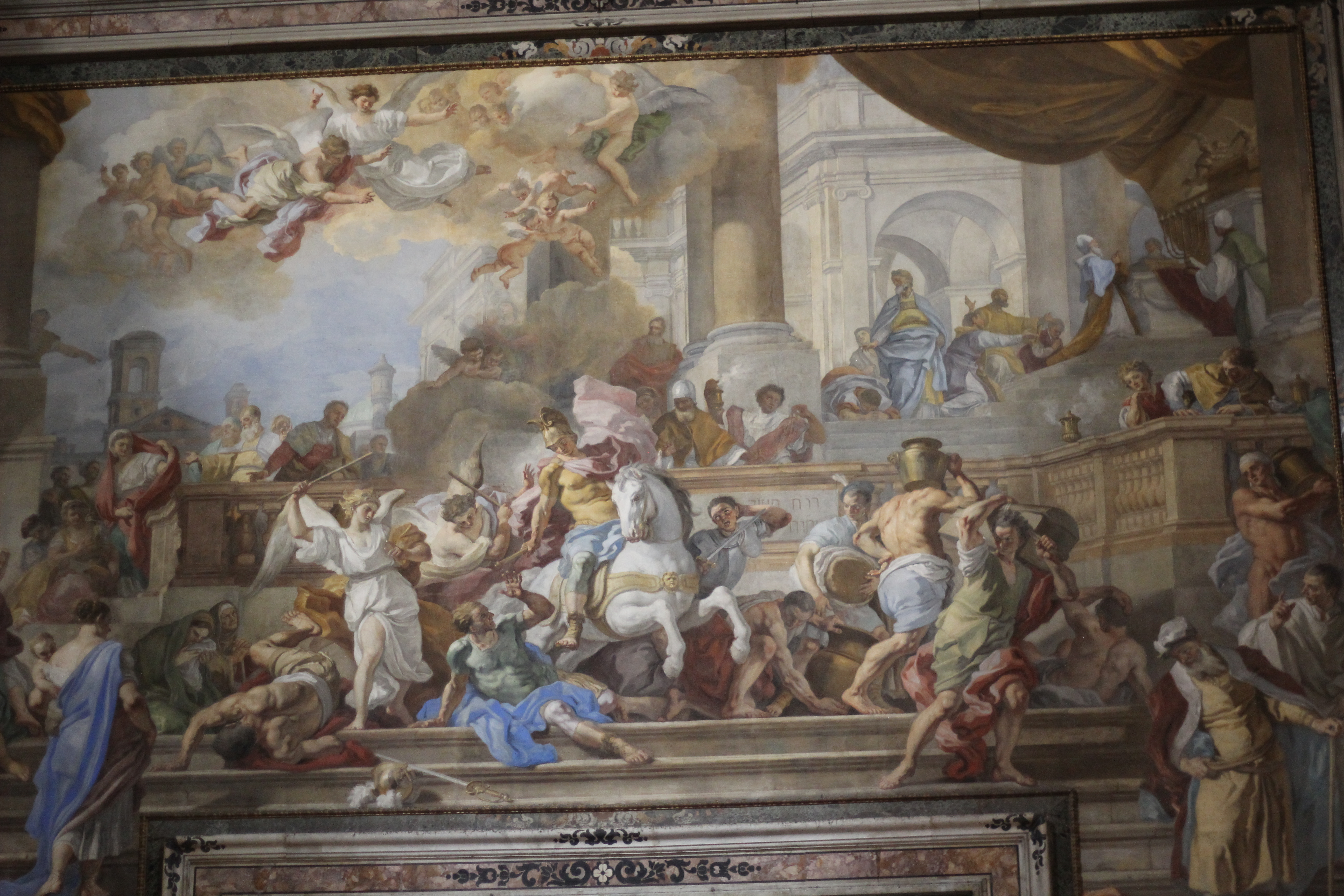
Francesco Solimena: Vertreibung des Heliodorus aus dem Tempel, Fresko an der inneren Eingangsfassade
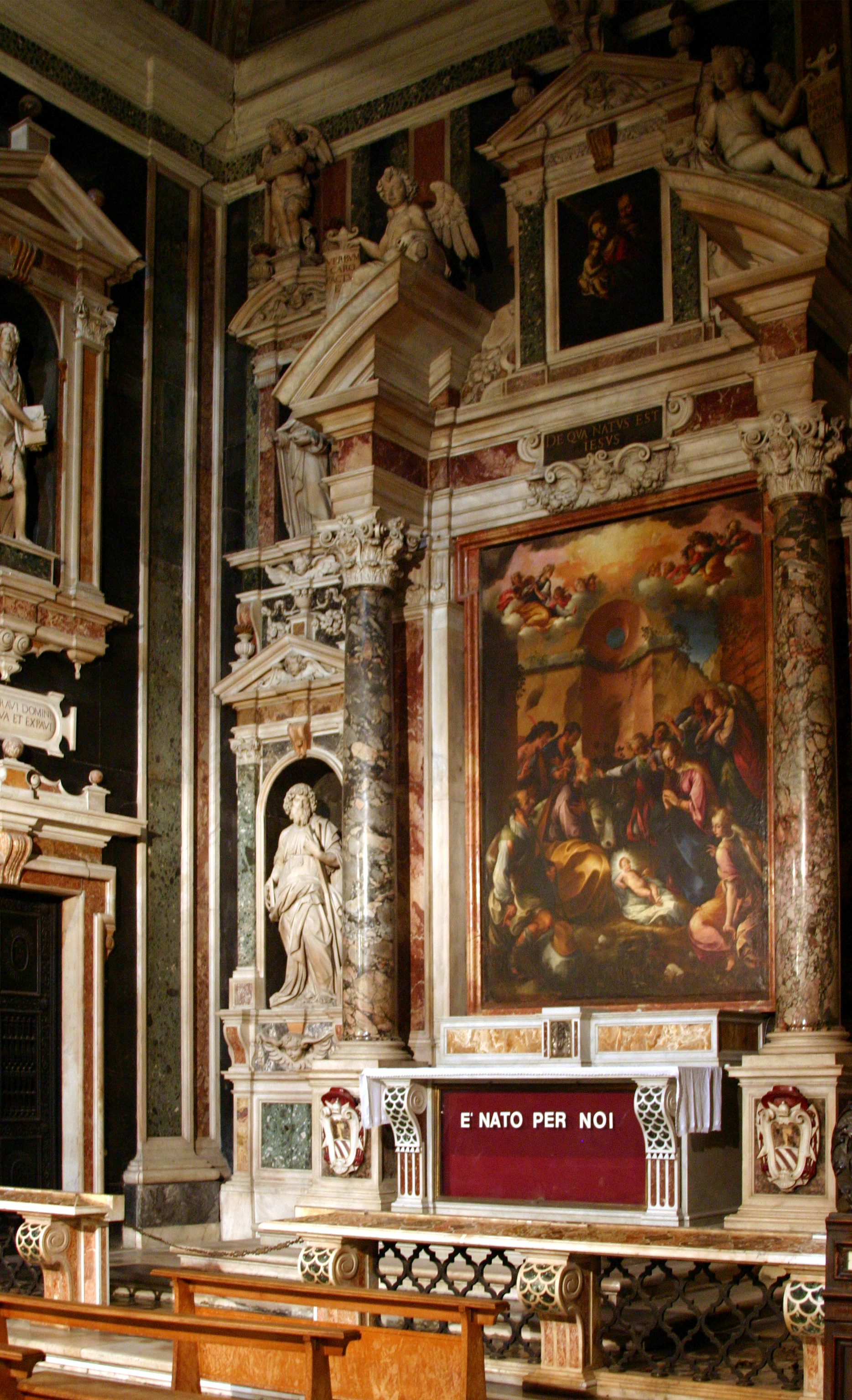
Detailansicht der Geburtskapelle
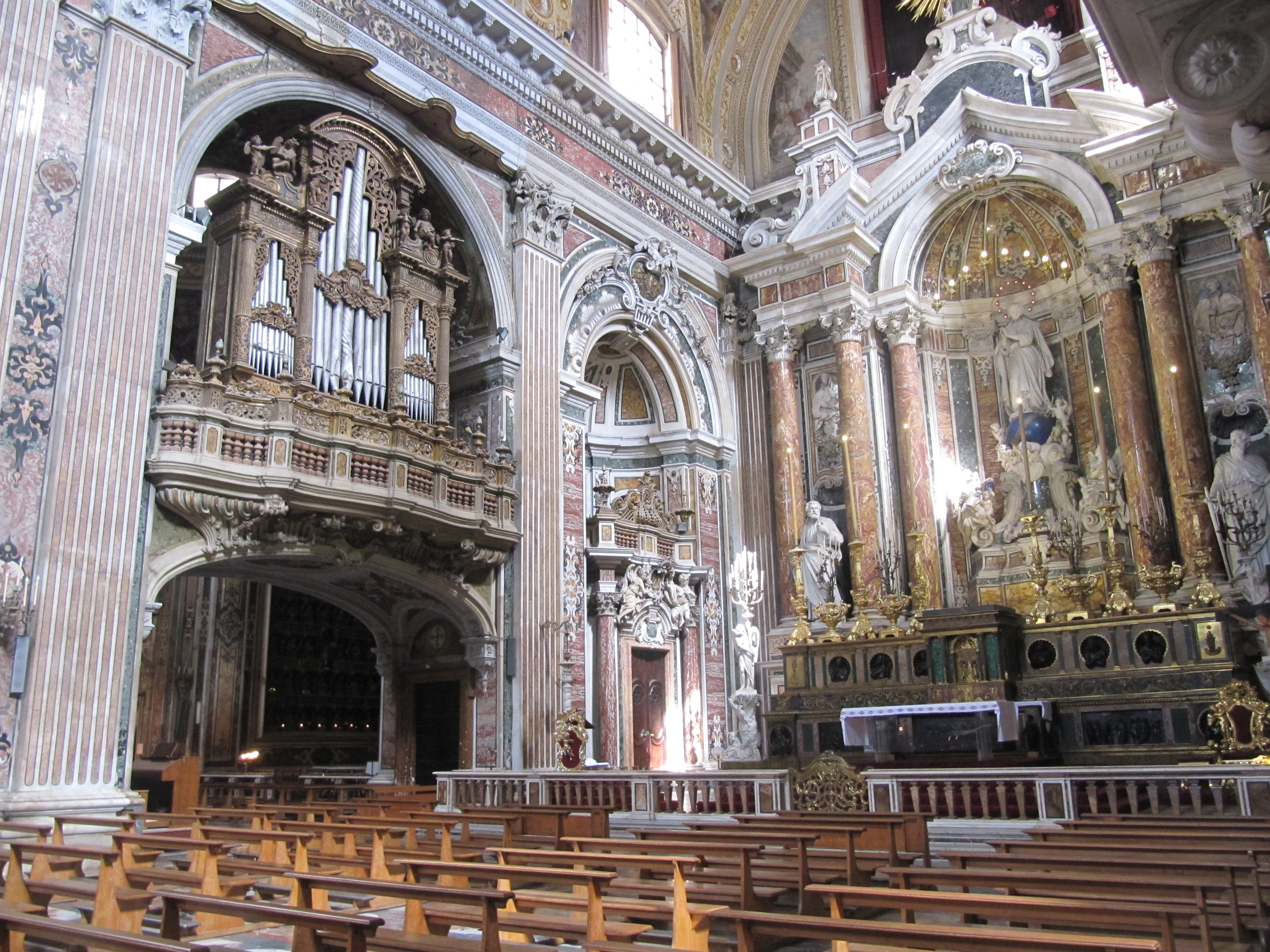
Hauptaltar und linke Orgel
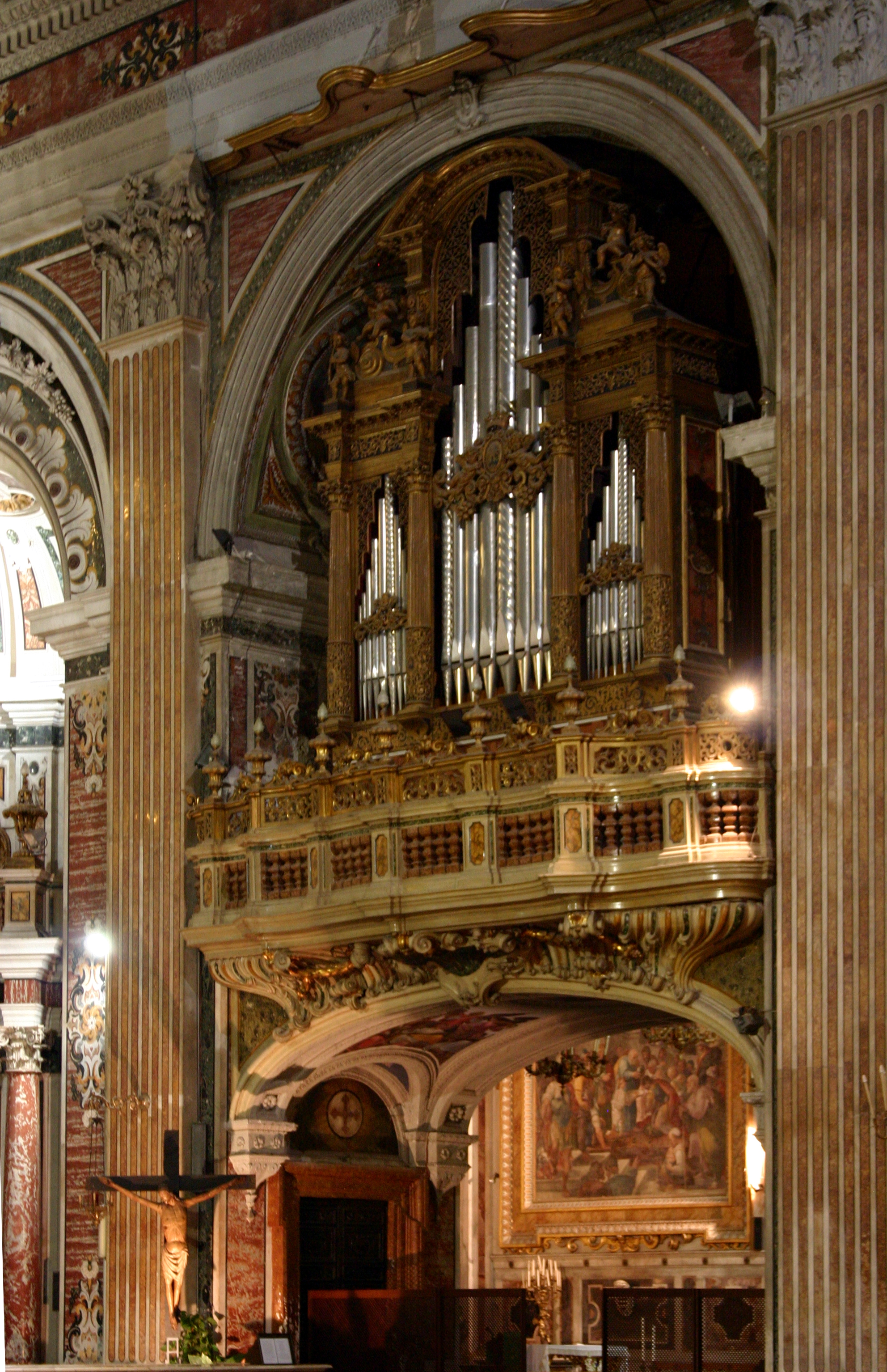
Eine der beiden Orgeln von Gesù Nuovo